# 커리 컵

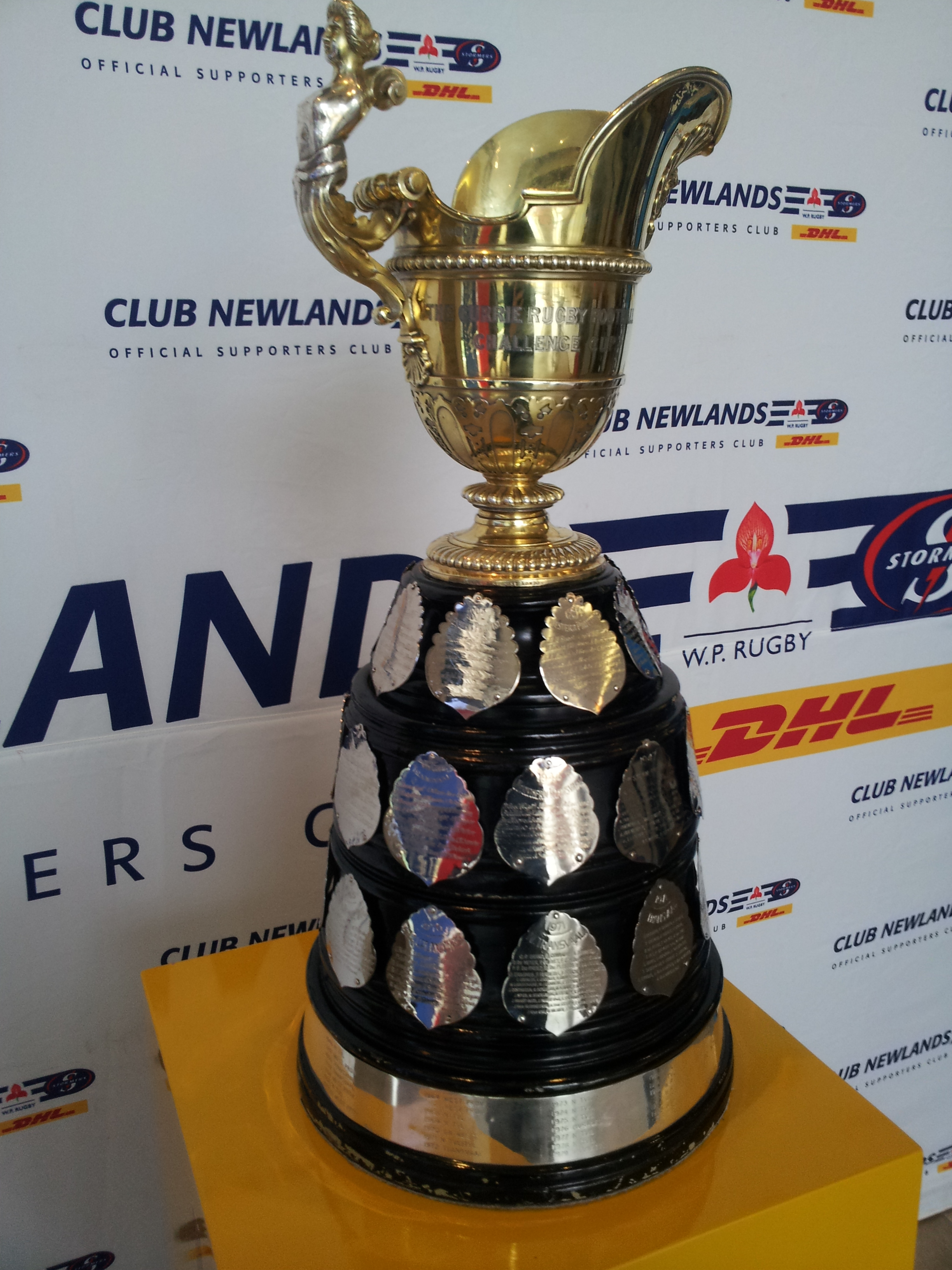
커리 컵 트로피

커리 컵(Currie Cup)은 1889년에 시작된 남아공의 1부 프로 럭비 유니온 대회이다. 8팀(프리미어 디비전)와 6팀(퍼스트 디비전)으로 이루어져 있으며 해마다 퍼스트 디비전의 우승팀은 프리미어 디비전의 꼴지와 플레이오프를 벌여 승강 여부를 가린다.

## 같이 보기
- 슈퍼 럭비